# Krajska Ves
 Krajska Ves  falu Horvátországban Zágráb megyében. Közigazgatásilag Lukához tartozik.

## Fekvése
Zágrábtól 21 km-re, községközpontjától 1 km-re északnyugatra a megye északi határán fekszik.

## Története
Kranjska Ves már 1790-óta a Szent Rókus plébánia székhelye volt. A plébániatemplom fából épült és a mai Szent Flórián kápolna helyén állt. Körülötte temető, mellette pedig vásártér volt. A plébánia ahogy az első rövid historia domusban olvasható Antun Zebić háza helyén állt. 1857-ben a plébániatemplom egy tűzvészben leégett. Vadina birtokosa Ladislav Modić látta el a plébánost ruhával és más szükséges holmikkal, Krajšak nevű szőlőhegyét pedig az új plébániatemplom építésére adományozta. Időközben azonban a Nikola Halper elnökletével összeült egyházközségi testület, melynek tanácskozásán a püspökség képviselője is megjelent úgy döntött hogy az új templom Luka központjában épüljön fel. 
A falunak 1857-ben 172, 1910-ben 252 lakosa volt. Trianon előtt Zágráb vármegye Zágrábi járásához tartozott. 2011-ben a falunak 145 lakosa volt.

## Lakosság
| Lakosság változása | Lakosság változása | Lakosság változása | Lakosság változása | Lakosság változása | Lakosság változása | Lakosság változása | Lakosság változása | Lakosság változása | Lakosság változása | Lakosság változása | Lakosság változása | Lakosság változása | Lakosság változása | Lakosság változása | Lakosság változása |
| ------------------ | ------------------ | ------------------ | ------------------ | ------------------ | ------------------ | ------------------ | ------------------ | ------------------ | ------------------ | ------------------ | ------------------ | ------------------ | ------------------ | ------------------ | ------------------ |
| 1857               | 1869               | 1880               | 1890               | 1900               | 1910               | 1921               | 1931               | 1948               | 1953               | 1961               | 1971               | 1981               | 1991               | 2001               | 2011               |
| 172                | 194                | 239                | 234                | 258                | 252                | 228                | 252                | 139                | 222                | 216                | 187                | 168                | 153                | 138                | 145                |

## Nevezetességei
Szent Flórián tiszteletére szentelt kápolnája az egykori plébániatemplom helyén áll.

## Külső hivatkozások
- Luka község hivatalos oldala
- A község információs portálja